# 22385 Fujimoriboshi
22385 Fujimoriboshi è un asteroide della fascia principale. Scoperto nel 1994, presenta un'orbita caratterizzata da un semiasse maggiore pari a 2,3256313 UA e da un'eccentricità di 0,2860437, inclinata di 23,23816° rispetto all'eclittica.